# Drepanicus
Drepanicus is een geslacht van insecten uit de familie van de Mantispidae, die tot de orde netvleugeligen (Neuroptera) behoort.

## Soorten
Deze lijst van vijf stuks is mogelijk niet compleet.
- D. chrysopinus Brauer, 1867
- D. gayi Blanchard in Gay, 1851
- D. moulti (Navás, 1910)
- D. prasinus Esben-Petersen, 1912
- D. schajovskoyi Williner & Kormilev, 1958